# Hans Withoos
Hans Withoos (Son en Breughel, 23 maart 1962) is een Nederlands kunstenaar, ontwerper en fotograaf. Hij is voornamelijk bekend om zijn fotorealistische schilderijen.

## Achtergrond
Hans Withoos heeft een opleiding Textiele Werkvormen en Fotografie aan de Academie voor Beeldende Vorming in Tilburg gevolgd. Hieraan is hij afgestudeerd in 1989. Hij woont en werkt momenteel in Rotterdam.

## Carrière
Na zijn afstuderen nam Withoos deel aan een groot aantal fotobiënnales en internationale exposities. 
In 1996 verlegde hij zijn focus naar reclame- en modefotografie in samenwerking met Jolanda Cats. 
Zijn werk werd onder andere gepubliceerd in magazines als Normal Magazine, Mag Magazine, Vogue en Harpers Bazaar USA.

## Werk
Na 2008 legde Withoos zich volledig toe op zijn eigen werk. De meeste bekendheid kreeg hij door zijn fotografische schilderijen. Als nazaat van de schilderfamilie Withoos - Mathias en zijn kinderen Alida, Pieter en Johannes - integreert hij de schilderijen van zijn 17e-eeuwse voorouders in zijn eigen werk. Zo ontstaan zijn zorgvuldig in scène gezette fotografische schilderijen.
Hij verwerkt zijn beeldtaal ook in kleding, tapijten en foulards die hij dan vaak weer laat terugkeren in nieuwe werken

## Filosofie
In het werk van Hans Withoos speelt inclusiviteit een belangrijke rol, zowel in de verhalen die zijn werken vertellen als in de keuze van zijn modellen. Hij werkt samen met designers, inclusieve modellen en dansers.
Verder is het voor hem belangrijk om voor liefdadige doelen te werken. Zijn serie ‘My name is Blessing, from Zambia with Love’, een mix tussen het romantisch denken over Afrika en de rauwe werkelijkheid, maakte hij ten bate van de Stichting Orange Babies. Daarnaast maakte hij de serie ‘Proud People’ voor de Rabobank Foundation. 

## Tentoonstellingen
Withoos werd internationaal vertegenwoordigd door meerdere galeries en heeft tentoongesteld in diverse musea, waaronder twee solotentoonstellingen:
- ‘Withoos Meets Withoos’, Westfries Museum Hoorn
- ‘Ander licht op Withoos’, Museum Flehite, Amersfoort[1]